# Hasselmus
Hasselmusen (latin: Muscardinus avellanarius) er en lille gnaver. Arten er den eneste i slægten Muscardinus. Den bliver 6-9 cm lang og har en hale på 5,7-7,5 cm. Hasselmusen føder i juli 2-7 unger.
Selv om dens form kunne minde om en mus, er den ikke en rigtig mus, da den ikke er med i musefamilien, men i stedet syvsoverefamilien
Hasselmusen er hovedsagelig et natdyr og lever overvejende i træerne og kommer kun sjældent ned på jorden. Hasselmusen ligger i hi fra oktober til april-maj.
Hasselmusen er ret sjælden i Danmark, hvor den næsten udelukkende ses på Sydfyn, Midt-, Vest og Sydsjælland. På trods af dette er den på verdensplan ikke truet.

## Beskyttelse
På IUCN's rødliste har hasselmusen været kategoriseret under "least concern" (ikke truet) ved vurderingerne i 2008 og 2016. Ved en tidligere vurdering i 1996 var den sat til grænsekategorien "Lower Risk/near threatened" (næsten truet).
I Danmark er hasselmusen en såkaldt bilag IV-art. 
Skov- og Naturstyrelsen udarbejdede i 2000 en handlingsplan for artens bevarelse og
i 2011 udarbejdede Naturstyrelsen en forvaltningplan.
Den er nævnt i Jagt- og vildtforvaltningsloven, hvor det er angivet at
| „ | Miljø- og fødevareministeren iværksætter de bevaringsforanstaltninger, der er nødvendige for at sikre, at det ikke medfører en væsentlig negativ virkning for bevaringsstatus for de pattedyr, som er nævnt i bilag 1 til loven, når de utilsigtet indfanges eller slås ihjel. Bevaringsforanstaltninger iværksættes på grundlag af overvågning eller yderligere undersøgelser. | “ |

Af andre pattedyr der er nævnt i samme lovbilag som hasselmusen er birkemus, odder og alle arter af hvaler og flagermus.
Hasselmusen fik i 2008 en faunapassage over Svendborgmotorvejen (primærrute 9) til 18 mio kr, da motorvejen mellem Odense og Svendborg skulle skære sig igennem Ravnebjerg Skov hvor den levede.
Hensynet til hasselmusen, birkemus og flagermus fik i 2021 Miljø- og Fødevareklagenævnet til at ophæve en miljøtilladelse til Baltic Pipe.
Efter at byggeriet havde stået stille i otte måneder og Rusland havde begyndt sin invasion af Ukraine den 24. februar 2022 kunne byggeriet genoptages.
I den forbindelse fik hasselmusen en midlertidig bro hen over en adgangsvej.